# Крістіан Камачо
Крістіан Камачо (англ. Christian Camacho; нар. 11 липня 1988, Нью-Йорк, США) — американський футболіст колумбійського походження, півзахисник.

## Життєпис
У 2005 році залишив США та переїхав до Молдови, де грав за «Зарю» (Бєльці). Після цього знову повернувся до США, де виступав у Прем'єр-лізі розвитку USL за «Бруклін Найтс» та «Вестчестер Флеймс».
Після цього повернувся в Молдову, до «Зарі», а в 2011 році перейшов до іншого молдовського клубу, «Сфинтул Георге».
13 серпня 2014 року підписав контракт з клубом USL Pro «Дейтон Датч Лайонз».